# Аристотелис (1980 – 1992)
„Аристотелис“ (на гръцки: «Αριστοτέλης», в превод Аристотел) е гръцки вестник, издаван в град Лерин (Флорина), Гърция, от 1980 година.

## История
Вестникът започва да излиза в 1980 година като месечник. Вестникът отразява работата на едноименното сдружение „Аристотелис“ и публикува новини от Леринско. Спира в 1992 година.